# Wang Qingling
Wang Qingling (en chinois : 王庆铃 ; née le 14 janvier 1993) est une athlète chinoise, spécialiste des épreuves combinées.

## Carrière
Elle est médaillée d'or du pentathlon aux Championnats d'Asie d'athlétisme en salle 2014.
Elle remporte la médaille d'argent de l'heptathlon lors des Jeux asiatiques de 2014 et des Jeux asiatiques de 2018. 